# Königin-Olga-Schneeglöckchen
Das Königin-Olga-Schneeglöckchen (Galanthus reginae-olgae, Syn.: Galanthus nivalis subsp. reginae-olgae (Orph.) Gottl.-Tann.) ist eine Pflanzenart aus der Gattung der Schneeglöckchen (Galanthus) in der Familie der Amaryllisgewächse (Amaryllidaceae).

## Merkmale

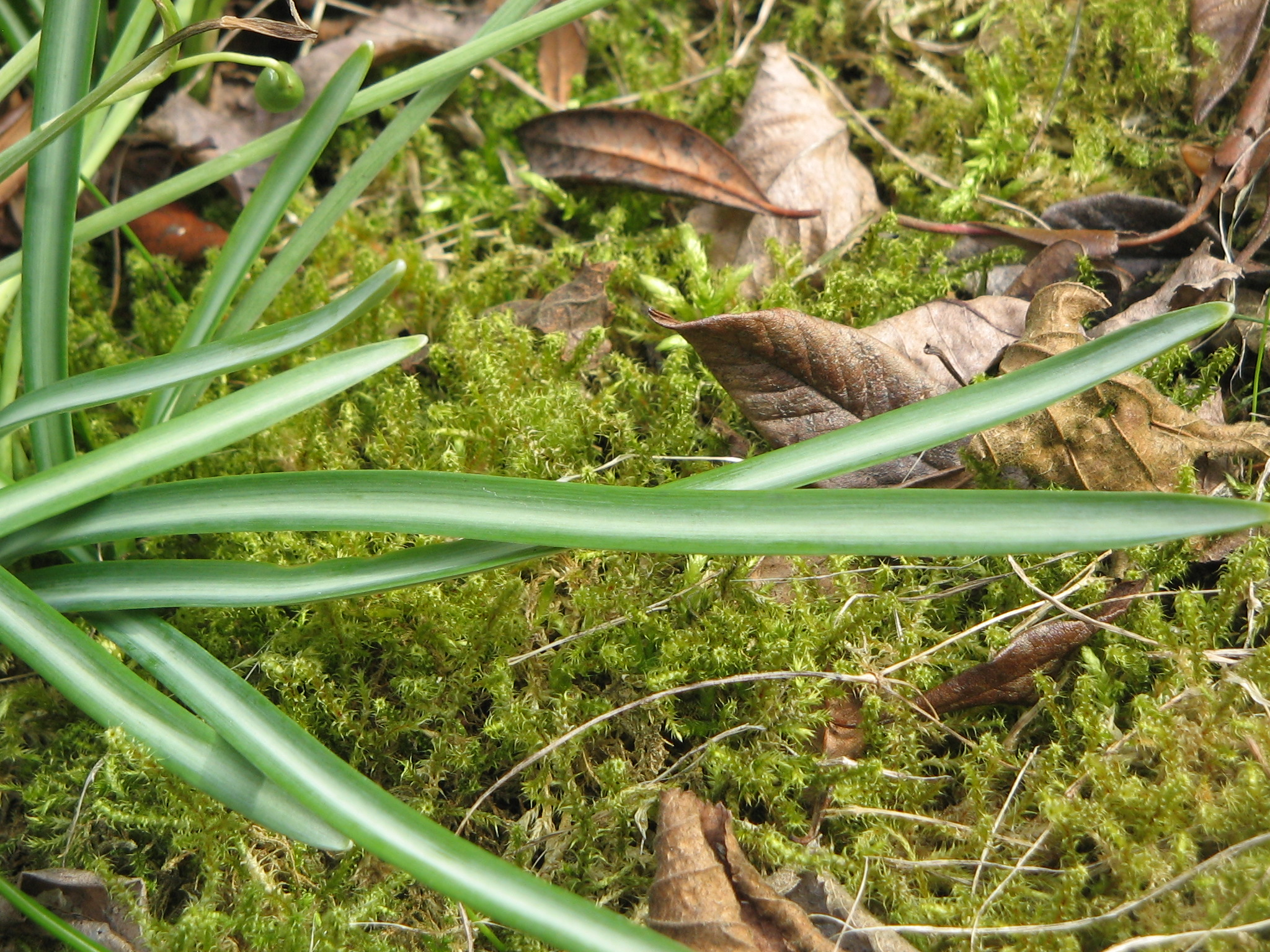
Blätter im Frühling

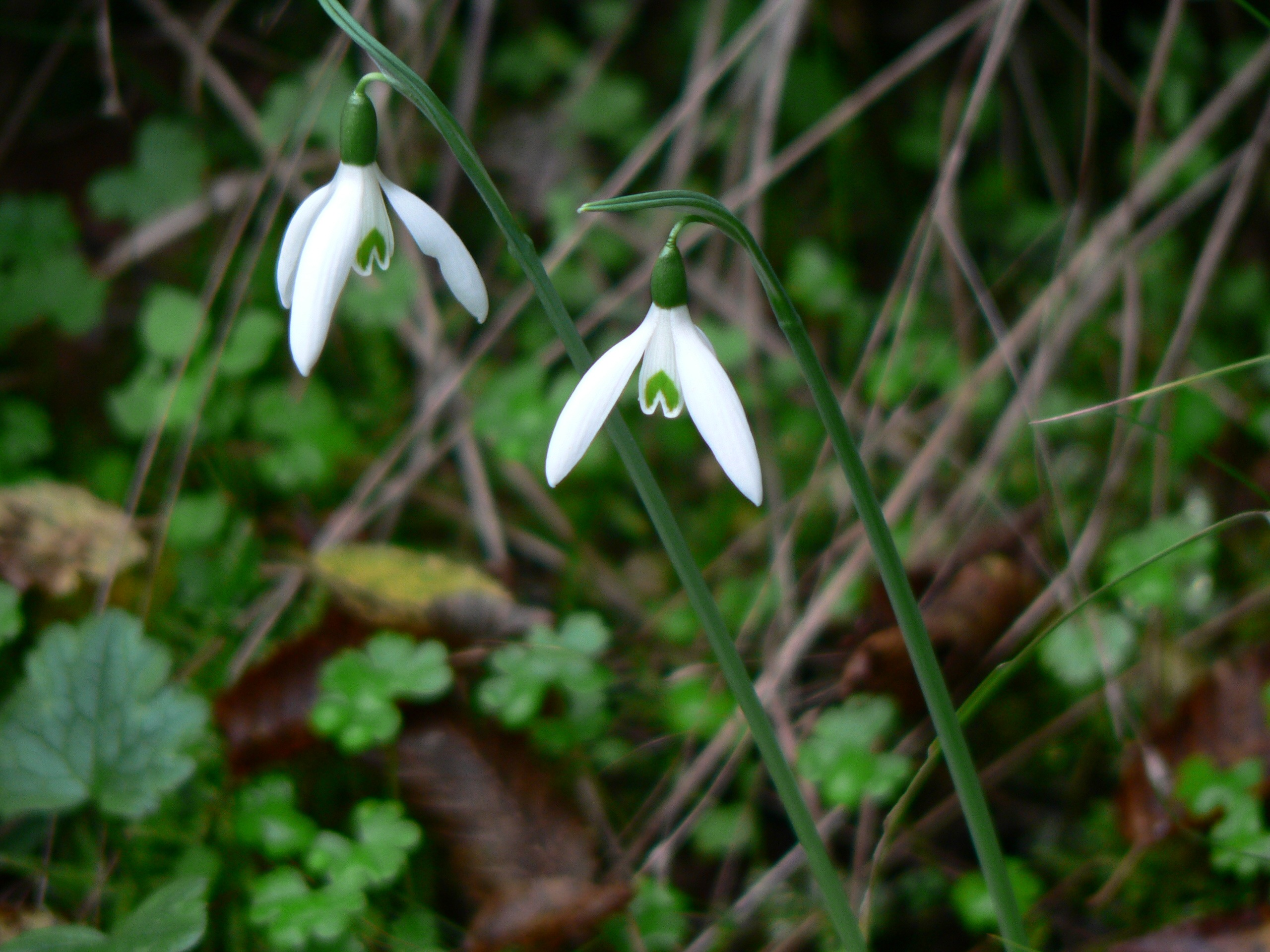
Galanthus reginae-olgae subsp. reginae-olgae, Nordgriechenland, Nähe Ioannina, 26. Oktober 2008

Das Königin-Olga-Schneeglöckchen ist eine ausdauernde krautige Pflanze, die Wuchshöhen von 8 bis 35 Zentimeter erreicht. Dieser Geophyt bildet eine Zwiebel als Überdauerungsorgan aus. Die Laubblätter besitzen auf ihrer Oberseite einen auffallenden weißlichen Mittelstreifen auf grünem oder bläulichgrünem Grund. Blattober- und Unterseite sind verschieden gefärbt. Während der Blütezeit sind die Blätter unterschiedlich stark entwickelt, abhängig von Subspezies und Herkunftsort. Bei den Festlandformen Griechenlands im Taygetos-Gebirge sind sie zur Blütezeit im Oktober praktisch noch nicht entwickelt, wobei sie bei Galanthus reginae-olgae subsp. vernalis auf Sizilien zur Blütezeit im Februar und März praktisch voll entwickelt sind.  Die Laubblätter messen 8 bis 18 × 0,5 bis 0,8 Zentimeter. Die äußeren Blütenhüllblätter sind groß und messen 1,9 bis 2,5 (3) × 0,7 bis 1,2 (1,8) Zentimeter.
Die Blütezeit reicht von Oktober bis Dezember, zum Teil beginnt sie bereits im September und dauert bis März.
Die Chromosomenzahl beträgt 2n = 24.

## Vorkommen
Das Königin-Olga-Schneeglöckchen kommt auf dem griechischen Festland, auf Korfu, in Montenegro, auf dem italienischen Festland, in Nord-Sizilien, in Kroatien, in Bosnien und Herzegowina und in Albanien in Falllaubwäldern, Gebüschen, Felshängen in Flusstälern und Schluchten in Höhenlagen von 20 bis 1300 Meter vor. Häufig trifft man es zwischen den Wurzeln mediterraner Bäume wie Morgenländischer Platane, Esskastanie und Erdbeerbaum an. Auch Kulturland kann als Habitat dienen, so trifft man Galanthus reginae-olgae subsp. reginae-olgae auf Korfu beispielsweise oft in Olivenhainen an. Das Blätterdach hält zu starke Sonnenbestrahlung zurück, die Laubschicht stellt Nährstoffe bereit und schützt die Zwiebel vor Austrocknung.
Die Art ist ein Feuchtezeiger und vorwiegend an Standorten anzutreffen, an denen der Boden auch im Sommer nie gänzlich austrocknet.

## Nutzung
Das Königin-Olga-Schneeglöckchen wird selten als Zierpflanze für Steingärten und unter Bäumen genutzt.

## Systematik
Galanthus reginae-olgae ist nach der Königin Olga von Griechenland benannt.
Es sind zwei nur unscharf voneinander abgegrenzte Unterarten beschrieben:
- Galanthus reginae-olgae subsp. reginae-olgae (Syn.: Galanthus corcyrensis (Beck) Stern, Galanthus praecox auct.): Die Blütezeit reicht von September bis Dezember, die Blätter fehlen während der Blütezeit oder sind viel kürzer als der Schaft.
- Galanthus reginae-olgae subsp. vernalis Kamari: Die Blütezeit reicht von Januar bis März, die Blätter sind während der Blütezeit bereits gut entwickelt.